# Fermín Cacho
Fermín Cacho Ruiz, né le 16 février 1969 à Agreda, est un athlète espagnol, spécialiste du 1 500 mètres, champion olympique en 1992 à Barcelone.

## Biographie
À la surprise de tous, l'Espagnol Fermín Cacho remporte le 1500 m des Jeux olympiques d'été de 1992 de Barcelone, dans une course très lente et tactique favorisant les grands finisseurs.
Dans les compétitions internationales suivantes, il prouve que ce titre n'était pas un hasard, remportant 2 médailles d'argent aux Championnats du monde d'athlétisme 1993 et Championnats du monde d'athlétisme 1997, ainsi que lors des Jeux olympiques d'été de 1996.
En mars 2021, le docteur Eufemiano Fuentes, connu pour son implication dans l'affaire de dopage Puerto, déclare dans une interview avoir fourni des produits pour améliorer les performances de Cacho en 1992. Il assure avoir prescrit à l’athlète « tout ce qu’il y avait à cette époque », tels que « des expanseurs du volume plasmatique, des réducteurs d’acide lactique, des stimulants naturels de la testostérone ou des acides aminés », mais reconnaît dans le même temps que l'Espagnol restait un « athlète et un coureur exceptionnel ».

## Palmarès
| Date | Compétition                    | Lieu      | Résultat | Épreuve | Temps |
| ---- | ------------------------------ | --------- | -------- | ------- | ----- |
| 1988 | Championnats du monde juniors  | Sudbury   | 3e       | 1 500 m |       |
| 1990 | Championnats d'Europe en salle | Glasgow   | 2e       | 1 500 m |       |
| 1991 | Championnats du monde en salle | Séville   | 2e       | 1 500 m |       |
| 1991 | Championnats du monde          | Tokyo     | 5e       | 1 500 m |       |
| 1992 | Jeux olympiques                | Barcelone | 1er      | 1 500 m |       |
| 1992 | Coupe du monde des nations     | la Havane | 4e       | 1 500 m |       |
| 1993 | Championnats du monde          | Stuttgart | 2e       | 1 500 m |       |
| 1994 | Championnats d'Europe          | Helsinki  | 1er      | 1 500 m |       |
| 1995 | Championnats du monde en salle | Barcelone | 6e       | 1 500 m |       |
| 1995 | Championnats du monde          | Göteborg  | 8e       | 1 500 m |       |
| 1996 | Jeux olympiques                | Atlanta   | 2e       | 1 500 m |       |
| 1997 | Championnats du monde          | Athènes   | 2e       | 1 500 m |       |
| 1998 | Championnats d'Europe          | Budapest  | 3e       | 1 500 m |       |
| 1999 | Championnats du monde          | Séville   | 4e       | 1 500 m |       |

## Records
Fermín Cacho détenait depuis le 13/08/1997 à Zurich le record d'Europe du 1500m en 3 min 28 s 95. Ce record a été battu par Mo Farah le 19 juillet 2013.